# Taniec w renesansie
Taniec w renesansie – w okresie renesansu tańce popularne w średniowieczu uległy pewnej ewolucji, głównie pod wpływem wybitnych twórców tańców dworskich. Z tego powodu w większości są zaliczane właśnie do tej kategorii. Według innej terminologii, zalicza się je do tańców historycznych.
Najstarsze wzmianki pochodzą z XV wieku z manuskryptów włoskich, francuskich, burgundzkich oraz angielskich. Do najważniejszych traktatów zaliczają się:
- Domenico da Piacenza – De Arte saltandi et choreas ducendi (1416)
- Guglielmo Ebreo (Pesarese) – Trattato dell'arte del ballo (XV wiek)
- Domenico da Ferrara – Liber Ballorum (teksty nie wydany, XV wiek)
- Antonio Cornazzano – Libro sull'arte del danzare (1463)
- Rinaldo Rigoni – Il Ballarino perfetto – Mediolan (1468)
- Les Basses Danses de Marguerite d’Autriche – Bruksela (1495)
- Johannes Cochläus – Hie Jnnen sindt geschriben die wellschen tenntz – Norymberga (1517)
- Marco Fabrizio Caroso – Il Ballarino – Wenecja (1581)
- Thoinot Arbeau – Orchésographie – Langres (1588)
- Cesare Negri – Le Gratie d'Amore – Mediolan (1602)
- John Playford – The Dancing Master – Londyn (1650)
- Claude-François Ménestrier – Traité des tournois, joustes, carrousels et autres spectacles publics – Lyon, Jacques Huguet (1669)

Wielkie widowiska, wystawiane w tym okresie na królewskich dworach, dały początek nowym formom sztuki – baletowi i operze.
Do najważniejszych tańców tej epoki zaliczają się:
- basse danse
- branle
- pawana
- piva
- galliarda
- saltarello
- ductia
- estampie
- faranadola
- chorea